# William Wilson Saunders
Pour les articles homonymes, voir William Wilson (homonymie), Wilson et Saunders.
William Wilson Saunders est un agent d’assurances, un botaniste et un entomologiste britannique, né le 4 juin 1809 à Little London (en) près de Wendover et mort le 13 septembre 1879 à Worthing.

## Biographie
Il travaille comme assureur à la Lloyd's de Londres. Il préside la Royal Entomological Society en 1841-1842 et en 1856-1857. Il est le trésorier de la Linnean Society of London de 1861 à 1873 et membre de la Royal Society (1853). Il s’intéresse principalement aux lépidoptères et aux hyménoptères mais sa riche collection contenait des insectes de tout ordre. Francis Walker (1809-1874) décrit les diptères de sa collection sous le titre d’Insecta Saundersiana.
Saunders, vivant à Reigate, était aussi un horticulteur réputé.

## Source
- (en) Cet article est partiellement ou en totalité issu de l’article de Wikipédia en anglais intitulé « William Wilson Sanders » (voir la liste des auteurs).